# Иммуноглобулины Y
Иммуноглобули́ны Y (IgY) — класс антител, имеющийся у птиц, рептилий и амфибий. IgY накапливаются в большом количестве в желтке яиц, куда транспортируются из плазмы крови. Молекула IgY состоит из двух тяжёлых и двух лёгких цепей. В ранних источниках IgY ошибочно именуют IgG из-за структурного и функционального сходства с иммуноглобулинами G млекопитающих. Однако между IgY и IgG всё же имеются существенные структурные и функциональные различия, а антитела, направленные против IgG (анти-IgG), не действуют на IgY.
Наличие нейтрализующих антител в куриных яйцах впервые было показано Клемперером в 1983 году, а в 1992 году яйца стали использовать как источники поликлональных антител вместо крови млекопитающих. С 1996 года IgY активно используются в диагностических и терапевтических целях.

## Структура и функции
Структурно IgY близки к IgG млекопитающих. Молекула IgY состоит из двух тяжёлых и двух лёгких цепей, имеющих константные и вариабельные домены. Масса тяжёлой цепи IgY составляет 70 кДа против 50 кДа у тяжёлой цепи IgG млекопитающих, но лёгкие цепи антител обоих классов имеют массу 21 кДа. В состав лёгкой цепи входит один вариабельный и один константный домен, а тяжёлая цепь включает один вариабельный домен и четыре константных домена, обозначаемых CH1, CH2, CH3 и CH4 (у IgG млекопитающих имеется только три константных домена CH1, CH2, CH3). Из-за отсутствия шарнирного участка молекула IgY обладает меньшей гибкостью, чем молекула IgG. У уток образуется «обрезанная форма» IgY с укороченным Fc-участком. Несмотря на то, что молекула IgY имеет типичные для антител участки V, D и J, V(D)J-рекомбинация играет малую роль в создании их разнообразия, поскольку перестройки затрагивают лишь один локус. Основным механизмом генерации разнообразия IgY является генная гиперконверсия — процесс, при котором после V(D)J-перестройки в функциональный ген вставляется гомологичная последовательность из псевдогена.
Молекула IgY сохраняет свою структуру при значениях pH от 4,0 до 9,0 и теряет активность при pH ниже 3,5, однако более чувствительна к кислотной денатурации, чем IgG кролика, которые сохраняют свою активность при pH от 3,0 до 4,0. IgY стабильна при температурах до 40 °C и короткое время сохраняет свою структуру при 60 °C, благодаря чему может выдерживать пастеризацию. Изоэлектрическая точка IgY лежит в пределах от 5,7 до 7,6.
IgY активно транспортируется из крови в стерильный яичный желток, в котором откладывается в большом количестве. На момент откладывания яйца у птиц в желтке присутствует 200 мг IgY. В отличие от IgG, IgY не связываются с компонентами системы комплемента, ревматоидным фактором, Fc-рецепторами, белками A и G.

## Применение
IgY является природным консервантом, препятствуя размножению гнилостных бактерий и позволяя яйцам не портиться в течение длительного времени. Учёные Океанического университета в Китае в рамках эксперимента обработали рыбу данными антителами и выяснили, что срок её годности возрос с 9 до 12–15 дней. 
IgY нашли широкое применение в медицине как альтернатива IgG, выделяемым из крови млекопитающих, благодаря неинвазивности и лёгкости их выделения, а также большому количеству антител, которое откладывается в яйцах. IgY применяются в иммунодиагностике, иммунотерапии, для нейтрализации токсинов ядовитых животных, а также бактерий. Кроме того, IgY нашли применение в пищевой промышленности как пищевая добавка и консервант.
Антибактериальные свойства IgY уже были проверены на таких бактериях (в том числе обладающих резистентностью к большинству антибиотиков), как продуцирующие энтеротоксины Escherichia coli, Salmonella Typhimurium, Clostridium difficile, Helicobacter pylori, Acinetobacter baumannii, Prevotella intermedia, Fusobacterium nucleatum и Streptococcus mutans. IgY также обладают противовирусной активностью, что было показано для некоторых ротавирусов, птичьего гриппа H5N1 и многих других вирусов. Противогрибковая активность IgY была продемонстрирована на патогенных дрожжах Candida albicans и Candida glabrata. IgY обладают и антипаразитарной активностью, поскольку действуют на Trypanosoma evansi и Trypanosoma cruzi. Была показана противоопухолевая активность IgY, а также потенциальная возможность их применения против ожирения, так как IgY блокируют панкреатическую липазу и препятствуют усвоению жирной пищи. IgY могут быть использованы для профилактии целиакии и препятствования усвоению ядовитых веществ.
IgY нашли широкое применение в медицинской диагностике. Они показали свою эффективность при диагностике различных вирусных и бактериальных заболеваний, а также опухолей благодаря способности взаимодействовать с онкомаркерами. IgY могут быть использованы в гематологических тестах, а также для идентификации определённых ферментов и других соединений.